# Shine (Years & Years)
Shine è un brano musicale eseguito dal trio britannico elettro-pop Years & Years, pubblicato come quinto singolo estratto dall'album di debutto Communion. Il brano è stato reso disponibile dal 5 luglio 2015 per il download digitale.
Il cantante Olly Alexander ha dichiarato di aver usato nel brano la luce come metafora pertinente alla "sensazione travolgente e instabile dell'innamoramento". Il brano era stato scritto per il suo ragazzo. In un'intervista, ha dichiarato: "sapevo che mi avrebbe detto che gli sarebbe piaciuta, ma a me importava davvero sapere che a lui piacesse davvero o meno. Ma gli è piaciuta, e mi sono sentito sollevato".